# Mathieu Sempéré
Pour les articles homonymes, voir Sempere.
 (mai 2017).
Si vous disposez d'ouvrages ou d'articles de référence ou si vous connaissez des sites web de qualité traitant du thème abordé ici, merci de compléter l'article en donnant les références utiles à sa vérifiabilité et en les liant à la section « Notes et références ».
Mathieu Sempéré est un chanteur lyrique qui reprend des chansons de variété française. Il est surtout connu pour être le ténor du groupe Les Stentors depuis 2009.

## Biographie
Depuis sa tendre enfance, il porte un intérêt particulier à la musique et au chant. Tout petit déjà, il écoute de la musique classique et de la variété française.[réf. nécessaire].
Premier prix de chant au Conservatoire de Paris et titulaire d’une maitrise de musicologie de la Sorbonne, il commence à voyager en Europe et se spécialise dans le monde lyrique mais également dans la variété française peu de temps après. Il s'inspire de personnes emblématiques comme Luciano Pavarotti et Andrea Bocelli, et décide de s'attaquer à un répertoire de variété.
Il se produit dans de nombreux théâtres à travers l’Europe, et on ne compte plus les rôles aussi bien d’opéra que d’opérette qu’il interprète.
En 2009, il intègre le groupe Les Stentors. Depuis 2017 il se lance en solo.

## Discographie

### Album
- 2010 : Les Stentors (uniquement disponible à ce jour en Suisse)
- 2012 : Voyage en France avec Les Stentors
- 2013 : Une Histoire de France avec Les Stentors
- 2014 : Rendez-Vous Au Cinéma avec Les Stentors
- 2014 : Luis Mariano - Revivez la légende[3]
- 2017 : Ma patrie avec Les Stentors

### Album solo
- 2017 : Tant de chansons qui nous ressemblent

1. L’âme des poètes
2. Nathalie
3. Le voyage de noces
4. Les Lavandières du Portugal
5. L’aigle noir
6. Les copains d’abord (avec Les Stentors)
7. Clowns
8. Le jazz et la java
9. Le loup, la biche et le chevalier
10. Tais toi Marseille
11. Le barbier de Belleville
12. Le poinçonneur des lilas
13. Sous le ciel de Paris
14. Amsterdam

### Singles
- 2012 : Les Corons
- 2012 : Chanson pour l'Auvergnat
- 2012 : Châtelet les Halles
- 2012 : Ma joie, en duo avec Natasha St-Pier sur l'album de celle-ci : Thérèse, vivre d'amour
- 2013 : Le chant des partisans
- 2013: Mon amant de Saint Jean
- 2013 : Les Roses blanches
- 2014 : Vois sur ton chemin

## Distinctions
- Premier Prix de chant au Conservatoire national supérieur de musique-CNSM de Paris[1]